# Megaselia peterseni
Megaselia peterseni är en tvåvingeart som beskrevs av Ronald Henry Lambert Disney 1994. Megaselia peterseni ingår i släktet Megaselia och familjen puckelflugor.
Artens utbredningsområde är New South Wales. Inga underarter finns listade i Catalogue of Life.